# Matriz de Camaragibe
Matriz de Camaragibe is een gemeente in de Braziliaanse deelstaat Alagoas. De gemeente telt 25.493 inwoners (schatting 2009).